# Les Trois-Domaines
Les Trois-Domaines é uma comuna francesa na região administrativa de Grande Leste, no departamento de Meuse. Estende-se por uma área de 16,49 km². Em 2010 a comuna tinha 127 habitantes (densidade: 7,7 hab./km²).